# L'heure de la sortie
L’heure de la sortie és un thriller francès coescrit i dirigit per Sébastien Marnier, estrenat el 2018. És una adaptació de la novel·la homònima de Christophe Dufossé (2002).
La pel·lícula va rebre tant crítiques favorables com desfavorables de la premsa especialitzada francesa, però només va recaptar 66.534 € a l'Estat francès per un pressupost de 3 milions d'euros.

## Argument
Un jove professor de literatura, Pierre Hoffman, comença una substitució en una classe d'altes capacitats al reputat col·legi Saint Joseph. El grup està format per dotze estudiants que van ser testimonis del suïcidi del seu anterior professor.
L'arribada de Pierre no és ben rebuda per la classe, que de seguida li mostrarà certa hostilitat. Amb el pas dels dies, el professor observa el comportament de sis estudiants especialment brillants, així que segueix aquests joves col·lapsòlegs al sortir de classe per a observar els seus rituals perversos i violents.

## Repartiment
- Laurent Lafitte: Pierre Hoffman, el professor de literatura substitut
- Emmanuelle Bercot: Catherine, la professora de música
- Luàna Bajrami: Apolline
- Víctor Bonnel: Dimitri
- Pascal Greggory: Michel Poncin, el director de l'institut
- Veronique ruggia: Françoise, la secretària
- Gringe: Steve, el professor de matemàtiques
- Grégory Montel: Michel, el professor de ciències
- Thomas Scimeca: Víctor
- Thomas Guy: Brice
- Adèle Castillon: Clara
- Matteo Pérez: Sylvain
- Leopold Buchsbaum: David

## Premis
- Festival international du film francophone de Namur 2018 — secció Avant-premières: Prix du Jury Junior
- LI Festival Internacional de Cinema Fantàstic de Catalunya — secció Oficial Fantàstic Competició: Menció especial del jurat[9]
- Prix Jean-Renoir des lycéens - 2019